# Phaenolobus terebrator
Phaenolobus terebrator là một loài tò vò trong họ Ichneumonidae.